# Mars 1831

## Événements
- Brésil : dom Pedro choisit un cabinet conforme aux vœux de l’opinion, mais le remplace en avril par un cabinet impopulaire formé seulement de nobles et de sénateurs. L’opposition réclame le retour du cabinet précédent.

- 2 mars, France : émeutes républicaines à Paris. À l'occasion de l'acquittement de prévenus de délits de presse, rassemblements d'ouvriers qui marchent sur le Palais-Royal, au Louvre et sur la place de Grève : « De l'ouvrage ou du pain ! ».

- 3 mars : loi électorale du 3 mars 1831 en Belgique qui accorde le droit de vote aux Belges de sexe masculin selon le principe du suffrage censitaire.

- 4 mars, France :
  - loi sur la composition des cours d'assises et sur la majorité nécessaire pour les décisions rendues par le jury contre l'accusé;
  - loi pour la répression de la traite des nègres.

- 8 mars, France : démission du ministre de la Justice, Joseph Mérilhou, qui estime le Gouvernement insuffisamment favorable au mouvement.

- 9 mars, France :
  - loi créant la légion étrangère (première loi du train de réformes engagées par le maréchal Soult dans l’organisation de l’armée);
  - les fenêtres de l'ambassade de Russie à Paris sont lapidées.

- 10 mars : émeute de républicains à Paris. Cortèges parcourant les rues avec des drapeaux tricolores et noirs, crêpes aux bras, immortelles à la boutonnière

- 11 mars, France : rassemblement d'étudiants au Panthéon qui essayent de soulever le faubourg Saint-Antoine et le faubourg Saint-Marceau après avoir essayé de débaucher les polytechniciens.

- 12 mars : la foule rassemblée au Panthéon se porte sur les maisons de Comte, procureur du roi révoqué, et Mérilhou, ministre démissionnaire, pour les féliciter.

- 13 mars, France : départ de Jacques Laffitte du gouvernement Casimir Perier (parti de la résistance). Casimir Perier, président du Conseil, décide la non-intervention en Europe ; les mouvements révolutionnaires (Belgique, Italie…) seront écrasés.

- 16 mars : parution de Notre-Dame de Paris, 2 vol., chez Gosselin.

- 18 mars :
  - Procès des Cherokees contre l’État de Géorgie à la suite de la découverte de gisements d’or sur leurs territoires. La Cour suprême rejette leur recours, qualifiant les Indiens de « nations internes et dépendantes ».
  - France : Casimir Perier demande à la Chambre des députés de voter quatre douzièmes provisoires en attendant l’adoption régulière du budget, en présentant ce vote comme un vote de confiance au nouveau gouvernement.

- 21 mars, France :
  - loi qui fixe, pour le jugement des conflits entre l'autorité administrative et les tribunaux, un délai d'un mois, passé lequel le conflit peut être considéré comme non avenu;
  - loi sur la formation et l'organisation des conseils municipaux par la voie de l'élection.

- 22 mars, France : loi sur l’organisation de la Garde nationale sédentaire et mobile, par l'élection directe des sous-officiers et l'élection indirecte des officiers supérieurs. Restauration de la Garde nationale.

- 24 mars : Chateaubriand publie De la Restauration et de la monarchie élective.

- 26 mars, Italie : le gouvernement provisoire de Vicini capitule après la prise de Modène et de Parme. Les leaders républicains Ciro Menotti (23 mai) et Borelli sont exécutés. Louis-Philippe envoie un corps expéditionnaire à Ancône pour faire échec à l’influence autrichienne dans l’État pontifical. Charles-Albert de Sardaigne se range du côté des Autrichiens contre les libéraux, les carbonari et la France. Metternich demeure maître de l’Italie.

- 27 mars : à Paris, première exécution de la Neuvième Symphonie de Beethoven.

- 28 mars, Belgique : ministère unioniste de Joseph Lebeau.

## Naissances
- 4 mars : Carl Eduard Cramer (mort en 1901), botaniste suisse.
- 26 mars : Eugène Renevier (mort en 1906), géologue suisse.
- 13 mars : George Radu Melidon (mort en 1897), écrivain roumain.
- 31 mars : Archibald Scott Couper (mort en 1892), chimiste écossais.